# Sovjet-Unie op de Olympische Winterspelen 1968

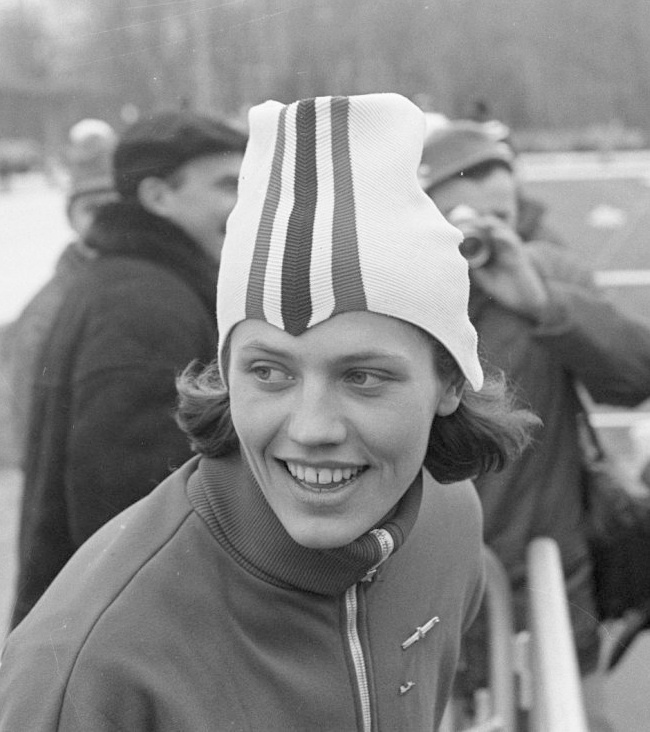
Ljoedmila Titova op de Olympische Winterspelen 1968

Tijdens de Olympische Winterspelen van 1968, die in Grenoble (Frankrijk) werden gehouden, nam de Sovjet-Unie voor de vierde keer deel.

## Medailleoverzicht
| Sport          | Olympiër                                                                | Discipline             | Medaille |
| -------------- | ----------------------------------------------------------------------- | ---------------------- | -------- |
| Biatlon        | Aleksandr Tichonov Nikolaj Poezanov Viktor Mamatov Vladimir Goendartsev | 4x7,5 km estafette (m) | Goud     |
| Kunstrijden    | Ljoedmila Belousova Oleg Protopopov                                     | paarrijden             | Goud     |
| Schaatsen      | Ljoedmila Titova                                                        | 500 m (v)              | Goud     |
| Schansspringen | Vladimir Belo-oesov                                                     | grote schans (m)       | Goud     |
| IJshockey      | Olympisch team                                                          | mannen                 | Goud     |
| Biatlon        | Aleksandr Tichonov                                                      | 20 km (m)              | Zilver   |
| Kunstrijden    | Tatjana Zjoek Aleksandr Gorelik                                         | paarrijden             | Zilver   |
| Langlaufen     | Vjatsjeslav Vedenin                                                     | 50 km (m)              | Zilver   |
| Langlaufen     | Galina Koelakova                                                        | 5 km (v)               | Zilver   |
| Schaatsen      | Ljoedmila Titova                                                        | 1000 m (v)             | Zilver   |
| Biatlon        | Vladimir Goendartsev                                                    | 20 km (m)              | Brons    |
| Langlaufen     | Alevtina Koltsjina                                                      | 5 km (v)               | Brons    |
| Langlaufen     | Alevtina Koltsjina Rita Atsjkina Galina Koelakova                       | 3x5 km estafette (v)   | Brons    |

## Deelnemers en resultaten

### Alpineskiën
| Olympiër                | Discipline       | Resultaat | Prestatie                           |
| ----------------------- | ---------------- | --------- | ----------------------------------- |
| Viktor Beljakov         | afdaling (m)     | 40e       | 2.09,32 (+9,47)                     |
| Viktor Beljakov         | reuzenslalom (m) | 46e       | 3.49,27 (+19,99)                    |
| Viktor Beljakov         | slalom (m)       | dnq       | niet geplaatst voor finalewedstrijd |
| Andrej Belokrinkin      | afdaling (m)     | 49e       | 2.10,98 (+11,13)                    |
| Andrej Belokrinkin      | reuzenslalom (m) | 52e       | 3.52,83 (+23,55)                    |
| Andrej Belokrinkin      | slalom (m)       | 31e       | 2.07,86 (+28,13)                    |
| Vasili Melnikov         | afdaling (m)     | dq        | diskwalificatie                     |
| Vasili Melnikov         | reuzenslalom (m) | 45e       | 3.48,97 (+19,69)                    |
| Vasili Melnikov         | slalom (m)       | 26e       | 1.54,42 (+14,69)                    |
|                         |                  |           |                                     |
| Nina Merkoelova         | afdaling (v)     | 27e       | 1.48,04 (+7,17)                     |
| Nina Merkoelova         | reuzenslalom (v) | 40e       | 2.12,71 (+20,74)                    |
| Nina Merkoelova         | slalom (v)       | dq-2      | diskwalificatie run 2               |
| Galina Sidorova         | afdaling (v)     | 35e       | 1.51,74 (+10,87)                    |
| Galina Sidorova         | reuzenslalom (v) | 39e       | 2.12,01 (+20,04)                    |
| Galina Sidorova         | slalom (v)       | 26e       | 1.42,89 (+17,03)                    |
| Alfina Soechanova       | afdaling (v)     | 29e       | 1.48,74 (+7,87)                     |
| Alfina Soechanova       | reuzenslalom (v) | 34e       | 2.06,48 (+14,51)                    |
| Alfina Soechanova       | slalom (v)       | 25e       | 1.41,58 (+15,72)                    |
| Irina Toeroendajevskaya | reuzenslalom (v) | dq        | diskwalificatie                     |
| Irina Toeroendajevskaya | slalom (v)       | 19e       | 1.38,26 (+12,40)                    |

### Biatlon
| Olympiër                                                                | Discipline             | Resultaat | Prestatie                                                                 |
| ----------------------------------------------------------------------- | ---------------------- | --------- | ------------------------------------------------------------------------- |
| Aleksandr Tichonov                                                      | 20 km (m)              | Zilver    | 1:14.40,4 (+0.54,5) pen.: 2 (1 / 1 / 0 / 0)                               |
| Vladimir Goendartsev                                                    | 20 km (m)              | Brons     | 1:18.27,4 (+4.41,5) pen.: 2 (0 / 0 / 1 / 1)                               |
| Nikolaj Poezanov                                                        | 20 km (m)              | 6e        | 1:20.14,5 (+6.28,6) pen.: 3 (0 / 1 / 1 / 1)                               |
| Viktor Mamatov                                                          | 20 km (m)              | 7e        | 1:20.20,8 (+6.34,9) pen.: 1 (1 / 0 / 0 / 0)                               |
| Aleksandr Tichonov Nikolaj Poezanov Viktor Mamatov Vladimir Goendartsev | 4x7,5 km estafette (m) | Goud      | 2:13.02,4 pen.: 2 (1 / 1 / 0 / 0) (33.28,9 / 34.07,2 / 32.53,2 / 32.33,1) |

### Kunstrijden
| Olympiër                            | Discipline | Resultaat | Prestatie                |
| ----------------------------------- | ---------- | --------- | ------------------------ |
| Sergej Tsjetveroechin               | mannen     | 9e        | pc. 93,0; 1737,0 punten  |
| Sergej Volkov                       | mannen     | 18e       | pc. 158,0; 1632,0 punten |
| Jelena Sjtsjeglova                  | vrouwen    | 12e       | pc. 110,0; 1670,4 punten |
| Galina Grzjibovskaja                | vrouwen    | 16e       | pc. 144,0; 1628,5 punten |
| Ljoedmila Belousova Oleg Protopopov | paarrijden | Goud      | pc. 10,0; 315,2 punten   |
| Tatjana Zjoek Aleksandr Gorelik     | paarrijden | Zilver    | pc. 17,0; 312,3 punten   |
| Tamara Moskvina Aleksej Misjin      | paarrijden | 5e        | pc. 44,0; 300,3 punten   |

### Langlaufen
| Olympiër                                                                | Discipline            | Resultaat | Prestatie                                                   |
| ----------------------------------------------------------------------- | --------------------- | --------- | ----------------------------------------------------------- |
| Anatoli Akentjev                                                        | 15 km (m)             | 16e       | 50.19,9 (+2.25,7)                                           |
| Anatoli Akentjev                                                        | 30 km (m)             | 10e       | 1:37.52,4 (+2.13,2)                                         |
| Anatoli Akentjev                                                        | 50 km (m)             | 20e       | 2:34.54,5 (+6.08,7)                                         |
| Fjodor Simasjev                                                         | 15 km (m)             | 26e       | 51.05,3 (+3.11,1)                                           |
| Valeri Tarakanov                                                        | 15 km (m)             | 9e        | 49.04,4 (+1.10,2)                                           |
| Valeri Tarakanov                                                        | 30 km (m)             | 17e       | 1:39.25,0 (+3.45,8)                                         |
| Vjatsjeslav Vedenin                                                     | 30 km (m)             | 14e       | 1:38.36,1 (+2.56,9)                                         |
| Vjatsjeslav Vedenin                                                     | 50 km (m)             | Zilver    | 2:29.02,5 (+16,7)                                           |
| Vladimir Voronkov                                                       | 15 km (m)             | 22e       | 50.40,7 (+2.46,5)                                           |
| Vladimir Voronkov                                                       | 30 km (m)             | 4e        | 1:37.10,8 (+1.31,6)                                         |
| Vladimir Voronkov                                                       | 50 km (m)             | 16e       | 2:33.07,3 (+4.21,5)                                         |
| Igor Vorontsjichin                                                      | 50 km (m)             | 31e       | 2:40.48,2 (+12.02,4)                                        |
| Vladimir Voronkov Anatoli Akentjev Valeri Tarakanov Vjatsjeslav Vedenin | 4x10 km estafette (m) | 4e        | 2:10.57,2 (+2.23,7) (32.38,4 / 32.32,5 / 32.56,4 / 32.49,9) |
|                                                                         |                       |           |                                                             |
| Rita Atsjkina                                                           | 5 km (v)              | 6e        | 16.55,1 (+9,9)                                              |
| Galina Koelakova                                                        | 5 km (v)              | Zilver    | 16.48,4 (+3,2)                                              |
| Galina Koelakova                                                        | 10 km (v)             | 6e        | 38.26,7 (+1.40,2)                                           |
| Alevtina Koltsjina                                                      | 5 km (v)              | Brons     | 16.51,6 (+6,4)                                              |
| Alevtina Koltsjina                                                      | 10 km (v)             | 7e        | 38.52,9 (+2.06,4)                                           |
| Alevtina Smirnova                                                       | 5 km (v)              | 20e       | 17.43,2 (+58,0)                                             |
| Alevtina Smirnova                                                       | 10 km (v)             | 11e       | 39.10,3 (+2.23,8)                                           |
| Faadija Salimzjanova                                                    | 10 km (v)             | 13e       | 39.17,9 (+2.31,4)                                           |
| Alevtina Koltsjina Rita Atsjkina Galina Koelakova                       | 3x5 km estafette (v)  | Brons     | 58.13,6 (+43,6) (19.32,8 / 19.31,2 / 19.09,6)               |

### Noordse combinatie
| Olympiër            | Discipline | Resultaat | Prestatie                                     |
| ------------------- | ---------- | --------- | --------------------------------------------- |
| Robert Makara       | mannen     | 7e        | 426,92 punten schans: 222,8 p 15 km: 204,12 p |
| Vjatsjeslav Drjagin | mannen     | 8e        | 424,38 punten schans: 222,8 p 15 km: 201,58 p |
| Tõnu Haljand        | mannen     | 12e       | 412,68 punten schans: 202,8 p 15 km: 209,88 p |
| Michail Artjoechov  | mannen     | 19e       | 391,90 punten schans: 192,4 p 15 km: 199,50 p |

### Schaatsen
| Olympiër             | Discipline   | Resultaat | Prestatie       |
| -------------------- | ------------ | --------- | --------------- |
| Ants Antson          | 1500 m (m)   | 12e       | 2.07,2 (+3,8)   |
| Jevgeni Grisjin      | 500 m (m)    | 4e        | 40,6 (+0,3)     |
| Valeri Kaplan        | 500 m (m)    | 21e       | 41,6 (+1,3)     |
| Valeri Kaplan        | 1500 m (m)   | 12e       | 2.07,2 (+3,8)   |
| Aleksandr Kertsjenko | 1500 m (m)   | 11e       | 2.07,1 (+3,7)   |
| Valeri Lavroesjkin   | 5000 m (m)   | 10e       | 7.37,9 (+15,5)  |
| Valeri Lavroesjkin   | 10.000 m (m) | 9e        | 15.54,8 (+31,2) |
| Anatoli Lepesjkin    | 500 m (m)    | 11e       | 41,0 (+0,7)     |
| Anatoli Masjkov      | 5000 m (m)   | 14e       | 7.41,9 (+19,5)  |
| Anatoli Masjkov      | 10.000 m (m) | 16e       | 16.22,1 (+58,5) |
| Edoeard Matoesevitsj | 1500 m (m)   | 8e        | 2.06,1 (+2,7)   |
| Valeri Moeratov      | 500 m (m)    | 18e       | 41,4 (+1,1)     |
| Stanislav Seljanin   | 5000 m (m)   | 11e       | 7.38,5 (+16,1)  |
| Stanislav Seljanin   | 10.000 m (m) | 10e       | 15.56,4 (+32,8) |
|                      |              |           |                 |
| Irina Jegorova       | 500 m (v)    | 9e        | 46,9 (+0,8)     |
| Irina Jegorova       | 1000 m (v)   | 5e        | 1.34,4 (+1,8)   |
| Lāsma Kauniste       | 1000 m (v)   | 11e       | 1.35,3 (+2,7)   |
| Lāsma Kauniste       | 1500 m (v)   | 5e        | 2.25,4 (+3,0)   |
| Lāsma Kauniste       | 3000 m (v)   | 12e       | 5.16,0 (+19,8)  |
| Anna Saboelina       | 3000 m (v)   | 8e        | 5.12,5 (+16,3)  |
| Tatjana Sidorova     | 500 m (v)    | 9e        | 46,9 (+0,8)     |
| Lidija Skoblikova    | 1500 m (v)   | 11e       | 2.27,6 (+5,2)   |
| Lidija Skoblikova    | 3000 m (v)   | 6e        | 5.08,0 (+11,8)  |
| Ljoedmila Titova     | 500 m (v)    | Goud      | 46,1            |
| Ljoedmila Titova     | 1000 m (v)   | Zilver    | 1.32,9 (+0,3)   |
| Ljoedmila Titova     | 1500 m (v)   | 7e        | 2.26,8 (+4,4)   |

### Schansspringen
| Olympiër            | Discipline         | Resultaat | Prestatie                  |
| ------------------- | ------------------ | --------- | -------------------------- |
| Vladimir Belo-oesov | normale schans (m) | 8e        | 207,5 punten (76,5+73,0m)  |
| Vladimir Belo-oesov | grote schans (m)   | Goud      | 231,3 punten (101,5+98,5m) |
| Gari Napalkov       | normale schans (m) | 14e       | 205,4 punten (75,5+72,5m)  |
| Gari Napalkov       | grote schans (m)   | 11e       | 203,1 punten (96,5+90,5m)  |
| Vladimir Smirnov    | normale schans (m) | 55e       | 148,3 punten (69,5+70,0m)  |
| Vladimir Smirnov    | grote schans (m)   | 41e       | 169,9 punten (88,0+83,5m)  |
| Anatoli Zjeglanov   | normale schans (m) | 6e        | 211,5 punten (79,5+74,5m)  |
| Anatoli Zjeglanov   | grote schans (m)   | 8e        | 205,7 punten (99,0+92,0m)  |

### IJshockey
| Olympiër | Discipline | Resultaat | Prestatie |
| --- | ---------- | --------- | --- |
| Viktor Zinger Viktor Konovalenko Vitali Davydov Oleg Zajtsev Viktor Blinov Aleksandr Ragoelin Igor Romisjevski Viktor Koezkin Boris Majorov Viktor Poloepanov Jevgeni Misjakov Anatoli Firsov Anatoli Ionov Vladimir Vikoelov Jevgeni Zimin Vjatsjeslav Starsjinov Joeri Moisejev Veniamin Aleksandrov | mannen     | Goud      | A-groep (1e-8e plaats): 8 - 0 Sovjet-Unie - Finland 9 - 0 Sovjet-Unie - DDR 10 - 2 Sovjet-Unie - Verenigde Staten 9 - 1 Sovjet-Unie - Bondsrepubliek Duitsland 3 - 2 Sovjet-Unie - Zweden 4 - 5 Sovjet-Unie - Tsjecho-Slowakije 5 - 0 Sovjet-Unie - Canada |

Argentinië · Australië · Bondsrepubliek Duitsland · Bulgarije · Canada · Chili · Denemarken · Duitse Democratische Republiek · Finland · Frankrijk · Griekenland · Groot-Brittannië · Hongarije · IJsland · India · Iran · Italië · Japan · Joegoslavië · Libanon · Liechtenstein · Marokko · Mongolië · Nederland · Nieuw-Zeeland · Noorwegen · Oostenrijk · Polen · Roemenië · Sovjet-Unie · Spanje · Tsjecho-Slowakije · Turkije · Verenigde Staten · Zuid-Korea · Zweden · Zwitserland